# أحمد علي المجدوب
أحمد علي المجدوب هو كاتب مصري الجنسية.

## نشأته وحياته
عمل كمستشار بالمركز القومي للبحوث الأجتماعية والجنائية بالقاهرة حتى أكتوبر 2006، ويعمل حالياً عضو بالمجالس العلمية المتخصصة وعضواً بالمجلس الأعلى للشئون الإسلامية.

## مؤلفات
| الكتاب                                                                | الناشر                            | سنة الإصدار | عدد الصفحات | اللغة                |
| --------------------------------------------------------------------- | --------------------------------- | ----------- | ----------- | -------------------- |
| «أهل الكهف في التوراة والإنجيل والقرآن»                               | آيت المجدوب                       | 2007        | 274         | العربية              |
| «المستوطنات اليهودية على عهد الرسول صلى الله عليه وسلم»               | آيت المجدوب                       | 2007        | 182         | العربية              |
| «الوهم والحقيقة»                                                      | الدار المصرية اللبنانية           | 2015        | 381         | العربية              |
| «الوهم والحقيفة في الفكر المصري الحديث»                               | الزهراء للإعلام العربي            | 2015        | 377         | (ردمك 9789995845872) |
| «الصداقة والشباب»                                                     | الدار المصرية اللبنانية           | 2001        | 116         | العربية              |
| «المعالجة القرآنية للجريمة»                                           | الدار المصرية اللبنانية           | 1998        | 240         | العربية              |
| «إغتصاب الإناث في المجتمعات القديمة والمعاصرة»                        | الدار المصرية اللبنانية           | 1996        | غير معروف   | العربية              |
| «المرأة والجريمة»                                                     | دار النهضة العربية للنشر والتوزيع | 1996        | غير معروف   | العربية              |
| «العادات الجنسية لدى المجتمعات الغربية - مقارنة بالمجتمعات الإسلامية» | الدار المصرية اللبنانية           | 1998        | غير معروف   | العربية              |

## مقالات
- منبر الإسلام[1]
- الوعي الإسلامي[1]
- اللواء الإسلامي[1]